# Камешково
Камешково (на руски: Камешково) е град в Русия, административен център на Камешковски район, Владимирска област. Населението на града към 1 януари 2018 година е 12 496 души.